# LGBT hnutí
LGBT hnutí (hnutí leseb, gayů, bisexuálů a transgender lidí) se zabývá problematikou sociálních menšin, které mají jinou než většinovou sexuální orientaci. Někdy se objevuje i rozšířený akronym LGBTQIA, kam kromě výše zmíněných skupin patří navíc queer, intersexuální a asexuální osoby. Tyto i další menšiny bývají stručněji zastoupené také pomocí plus ve zkratce LGBT+.

## LGBT jako nové sociální hnutí
Toto hnutí se řadí mezi tzv. „nová sociální hnutí“, která začala vznikat v 60. letech 20. století. Sociolog Anthony Giddens uvádí: „Z pohledu teoretiků NSH (nová sociální hnutí) tato hnutí odrážejí širší sociální přechod od industriálního typu společnosti k postindustriální. Zatímco v čele zájmu industriální politiky stálo vytváření bohatství a jeho rozdělování, postindustriální politika se zaměřuje hlavně na postmateriální otázky.“ Rovněž píše, že pro NSH je typická také změna v organizaci hnutí. Zatímco ve „starých sociálních hnutích“ převládala formálnější organizace, u těch nových je struktura organizace nezávislejší. NSH se více snažily o oslovení veřejnosti na kulturní úrovni než o změnu společnosti pomocí nějakého státního převratu.

## Historie hnutí v Česku
V České republice je možné vznik LGBT hnutí datovat do poloviny 90. let 20. století. Ze začátku se hnutí spíše zaměřovalo na organizování různých akcí určených dovnitř komunit, např. diskotéky, setkání, výlety, později od počátku 21. století například i filmový festival Mezipatra ad., než na politický svět. Přesto již v únoru 1990 vzniklo Hnutí za rovnoprávnost homosexuálních občanů, vysílající svého kandidáta i do voleb. Postupem času se uvnitř hnutí začaly objevovat také názorové rozdíly mezi gay a lesbickou menšinou: šlo především o právo na umělé oplodnění, které se týkalo a zajímalo více lesbickou menšinu. Podle analýzy, kterou vypracovala Pracovní skupina pro otázky sexuálních menšin ministryně pro lidská práva a národnostní menšiny v roce 2007, „nejvýznamnějším důvodem ke značné separaci lesbického a gay hnutí, byla neochota gay komunity akceptovat lesby jako rovnocennou sílu.“ Postupně se hnutí zaměřovalo na prosazení zákona o registrovaném partnerství, který byl parlamentem přijat v roce 2006. Po jeho přijetí další politické a legislativní snahy v hnutí oslabily a větší realizace našly samostatné či lokální skupiny. Některé z nich se zaměřily na pořádání různých masových akcí typu LGBT pride, které však měly primárně nepolitický charakter. Mezitím se ustavily nové organizace, jako např. PROUD či pozdější koalice Jsme fér.

### Organizace
První organizací ještě na území Československa byla Lambda Praha. Po spojení spolků z ostatních měst vzniklo v roce 1990 občanské sdružení Svaz Lambda. Ve stejné době vzniklo nejen Hnutí za rovnoprávnost homosexuálních občanů, ale také několik dalších skupin. V květnu 1990 došlo v Bratislavě k setkání všech těchto spolků, které vyústilo k založení společného Sdružení organizací homosexuálních občanů (SOHO). Ta například přispěla ke zrušení tzv. růžových listů, které sloužily pro policii jako seznamy lidí homosexuálně orientovaných.
Mezi organizace, jejichž existence přetrvala, patří například Logos Česká republika, křesťanský spolek usilující začlenit gay a lesbickou menšinu do církví i společnosti, členská organizace Evropského fóra křesťanských LGBT skupin. Další dlouhodobě fungující organizaci je brněnský STUD, který „vznikl v roce 1996 jako nezávislá nestátní organizace (občanské sdružení), jejímž posláním je působit ve prospěch gay, lesbické, bisexuální a transgender minority a usilovat o její plné právní i faktické zrovnoprávnění s ostatními členy společnosti.“ Organizovaných skupin, spolků či studentských klubů je po České republice celá řada, v Praze to jsou např. Prague Pride, Vistas, Gales, Galibi či Charlie. Dalšími organizacemi jsou například sportovní klub Alcedo, Klub českých turistů Queer a PROUD. V roce 2019 v Ostravě vznikl Ostravský Pride.

### LGBT a společnost
V průběhu 90. let 20. století docházelo v České republice k větší liberalizaci postojů vůči LGBT hnutí. Z někdejšího kriminálního kontextu a negativní stereotypizace došlo k přeměně na běžný společenský život.